# P/2012 K3 (Gibbs)
P/2012 K3 (Gibbs) — одна з короткоперіодичних комет сім'ї Юпітера. Ця комета була відкрита 21 травня 2012 року; вона мала 18.3m на час відкриття.